# Ariane Rädler
Ariane Rädler (ur. 20 stycznia 1995 w Bregenz) – austriacka narciarka alpejska, zawodniczka klubu SC Möggers.

## Kariera
Na arenie międzynarodowej po raz pierwszy pojawiła się 25 listopada 2010 roku w Livigno, gdzie w zawodach juniorskich w slalomie zajęła dwunaste miejsce.
Nigdy nie wzięła udziału w mistrzostwach świata juniorów. W zawodach Pucharu Świata zadebiutowała 4 lutego 2018 roku w Garmisch-Partenkirchen, gdzie zajęła 35. miejsce w zjeździe. Pierwsze pucharowe punkty wywalczyła 19 stycznia 2019 roku w Cortina d’Ampezzo, zajmując 28. miejsce w tej samej konkurencji. Na podium zawodów pucharowych pierwszy raz stanęła blisko trzy lata później, 16 stycznia 2022 roku w Zauchensee, kończąc rywalizację w supergigancie na trzeciej pozycji. Uplasowała się tam za Włoszką Federicą Brignone i Corinne Suter ze Szwajcarii.

## Osiągnięcia

### Igrzyska olimpijskie
| Miejsce | Dzień     | Rok  | Miejscowość | Konkurencja | Czas    | Strata | Zwyciężczyni     |
| ------- | --------- | ---- | ----------- | ----------- | ------- | ------ | ---------------- |
| 20.     | 11 lutego | 2022 | Pekin       | Supergigant | 1:13,51 | +1,82  | Lara Gut-Behrami |

### Mistrzostwa świata
| Miejsce | Dzień     | Rok  | Miejscowość       | Konkurencja     | Czas biegu | Strata | Zwyciężczyni     |
| ------- | --------- | ---- | ----------------- | --------------- | ---------- | ------ | ---------------- |
| 16.     | 11 lutego | 2021 | Cortina d’Ampezzo | Supergigant     | 1:25,51    | +1,59  | Lara Gut-Behrami |
| DNF2    | 15 lutego | 2021 | Cortina d’Ampezzo | Superkombinacja | 2:07,22    | -      | Mikaela Shiffrin |
| 21.     | 6 lutego  | 2025 | Saalbach          | Supergigant     | 1:20,47    | +1,80  | Stephanie Venier |
| 17.     | 6 lutego  | 2025 | Saalbach          | Zjazd           | 1:41,29    | +2,01  | Breezy Johnson   |

### Puchar Świata

#### Miejsca w klasyfikacji generalnej
- sezon 2018/2019: 77.
- sezon 2020/2021: 55.
- sezon 2021/2022: 32.
- sezon 2022/2023: 72.
- sezon 2023/2024: 28.
- sezon 2024/2025: 24.

#### Miejsca na podium w zawodach
1. Zauchensee – 16 stycznia 2022 (supergigant) – 3. miejsce
2. Beaver Creek – 15 grudnia 2024 (supergigant) – 3. miejsce